# 1944年全米選手権 (テニス)
1944年 全米選手権（1944ねんぜんべいせんしゅけん）に関する記事。

## 大会の流れ
- 1881年から1967年まで、全米選手権は各部門が個別の名称を持ち、大会会場も別々のテニスクラブで開かれた。これが他の3つのテニス4大大会と大きく異なる点である。
  - 男子シングルス　名称：全米シングルス選手権（U.S. National Singles Championship）／会場：ニューヨーク市クイーンズ区フォレストヒルズ、ウエストサイド・テニスクラブ　（1924年-1977年）
  - 女子シングルス　名称：全米女子シングルス選手権（U.S. Women's National Singles Championship）／会場：フォレストヒルズ、ウエストサイド・テニスクラブ　（1921年-1977年）
  - 男子ダブルス　名称：全米ダブルス選手権（U.S. National Doubles Championship）／会場：フォレストヒルズ、ウエストサイド・テニスクラブ　（1942年-1945年まで）
  - 女子ダブルス　名称：全米女子ダブルス選手権（U.S. Women's National Doubles Championship）／会場：フォレストヒルズ、ウエストサイド・テニスクラブ　（1942年-1945年まで）
  - 混合ダブルス　名称：全米混合ダブルス選手権（U.S. Mixed Doubles Championship）／会場：フォレストヒルズ、ウエストサイド・テニスクラブ　（1942年-1977年）
- 1939年9月に勃発した第2次世界大戦の影響で、他のテニス競技大会は開催中止となったが、全米選手権だけは戦時中も途切れることなく続行された。ただし、戦時中は多くの選手たちが軍務に就いたことから、通常の年に比べて出場者が少ない。
- 戦時中の全米選手権では、1941年までマサチューセッツ州ボストン市内の「ロングウッド・クリケット・クラブ」で行われてきたダブルス競技（男子ダブルス・女子ダブルス・混合ダブルス）も、シングルスと同じフォレストヒルズの試合会場で行われた。

## シード選手

### 男子シングルス
（アメリカ人シード選手：8名）
1. パンチョ・セグラ　（ベスト4）
2. ドン・マクニール　（ベスト4）
3. ビル・タルバート　（準優勝）
4. フランク・パーカー　（初優勝）
5. シーモア・グリーンバーグ　（ベスト8）
6. ボブ・ファルケンバーグ　（ベスト8）
7. シドニー・ウッド　（1回戦）
8. ジャック・ジョッシ　（2回戦）

（外国人シード選手：2名）
1. アルマンド・ベガ　（1回戦）
2. ローランド・ベガ　（2回戦）

### 女子シングルス
（アメリカ人シード選手8名のみ、外国人シード選手なし）
1. ポーリーン・ベッツ　（優勝、大会3連覇）
2. マーガレット・オズボーン　（準優勝）
3. ルイーズ・ブラフ　（ベスト4）
4. ドロシー・バンディ　（ベスト4）
5. メアリー・アーノルド　（ベスト8）
6. ドリス・ハート　（ベスト8）
7. バージニア・コバックス　（ベスト8）
8. シャーリー・フライ　（ベスト8）

## 大会経過

### 男子シングルス
準々決勝
- パンチョ・セグラ vs.  アレクサンダー・カーバー　6-0, 6-3, 6-4
- ビル・タルバート vs.  ボブ・ファルケンバーグ　6-4, 6-4, 6-3
- ドン・マクニール vs.  シーモア・グリーンバーグ　6-3, 4-6, 3-6, 6-1, 8-6
- フランク・パーカー vs.  チャールズ・オリバー　6-2, 6-4, 6-1

準決勝
- ビル・タルバート vs.  パンチョ・セグラ　3-6, 6-3, 6-0, 6-8, 6-3
- フランク・パーカー vs.  ドン・マクニール　6-4, 3-6, 6-2, 6-2

### 女子シングルス
準々決勝
- ポーリーン・ベッツ vs.  バージニア・コバックス　6-4, 6-8, 6-4
- ルイーズ・ブラフ vs.  メアリー・アーノルド　3-6, 6-3, 8-6
- マーガレット・オズボーン vs.  シャーリー・フライ　6-3, 6-1
- ドロシー・バンディ vs.  ドリス・ハート　5-7, 8-6, 6-4

準決勝
- ポーリーン・ベッツ vs.  ルイーズ・ブラフ　6-2, 6-3
- マーガレット・オズボーン vs.  ドロシー・バンディ　4-6, 6-4, 6-0

## 決勝戦の結果
- 男子シングルス： フランク・パーカー vs.  ビル・タルバート　6-4, 3-6, 6-3, 6-3
- 女子シングルス： ポーリーン・ベッツ vs.  マーガレット・オズボーン　6-3, 8-6
- 男子ダブルス： ドン・マクニール＆ ボブ・ファルケンバーグ vs.  ビル・タルバート＆ パンチョ・セグラ　7-5, 6-4, 3-6, 6-1
- 女子ダブルス： ルイーズ・ブラフ＆ マーガレット・オズボーン vs.  ドリス・ハート＆ ポーリーン・ベッツ　4-6, 6-4, 6-3
- 混合ダブルス： ビル・タルバート＆ マーガレット・オズボーン vs.  ドン・マクニール＆ ドロシー・バンディ　6-2, 6-3